# Kmečka pojedina
Kmečka pojedina spada med slovenske narodne jedi. Kot pove že ime, je namenjena za praznike in druge svečane dogodke. 
Kmečka pojedina je izdelana okrog kuhane kisle repe ali kislega zelja. V tem skuhamo prekajeno svinjsko meso (šunka, zašinek...). 
Poleg kuhanega svinjskega mesa se praviloma doda še pečeno svinjino (rebrca, ...), pečenice, krvavice - kar je bilo v shrambi oziroma je danes v hladilniku.
Poleg teh dobrot spadajo ajdovi žganci, matevž, slan krompir...
Sestava kmečke pojedine se razlikuje glede na pokrajino in letni čas priprave (kljub hladilnikom poleti v mesnicah ni na razpolago krvavic...).